# كأس هولندا 1985–86
كأس هولندا 1985–86 (بالهولندية: KNVB beker 1985/86)‏ هو الموسم 68 من كأس هولندا. أشرف على تنظيمه الاتحاد الملكي الهولندي لكرة القدم، وكان عدد الأندية المشاركة فيه 64، وفاز فيه أياكس أمستردام.